# Echinomuricea cylindrica
Echinomuricea cylindrica är en korallart som beskrevs av Nutting 1910. Echinomuricea cylindrica ingår i släktet Echinomuricea och familjen Plexauridae. Inga underarter finns listade i Catalogue of Life.